# Jorquera
Jorquera é um município da Espanha na província de Albacete, comunidade autónoma de Castilla-La Mancha, de área 54 km² com população de 494 habitantes (2004) e densidade populacional de 7,65 hab/km².

## Demografia
| Variação demográfica do município entre 1991 e 2004 | Variação demográfica do município entre 1991 e 2004 | Variação demográfica do município entre 1991 e 2004 | Variação demográfica do município entre 1991 e 2004 |
| --------------------------------------------------- | --------------------------------------------------- | --------------------------------------------------- | --------------------------------------------------- |
| 1991                                                | 1996                                                | 2001                                                | 2004                                                |
| 695                                                 | 594                                                 | 509                                                 | 520                                                 |